# TortoiseCVS
TortoiseCVS es una herramienta CVS para Microsoft Windows publicada bajo la GNU General Public License. Al contrario que la mayoría de las herramientas CVS, se incluye en el shell propio de Windows añadiendo entradas en el menú contextual del explorador de ficheros, por lo tanto no se ejecuta en su propia ventana. Más aún, esto añade iconos sobre los ficheros y directorios controlados por CVS, dando información adicional al usuario sin tener que ejecutar una aplicación individual.  
El proyecto fue comenzado por Francis Irving cuando fue empleado por Creature Labs para suministrar una mejor interfaz a CVS para sus colegas.  Parte del código estaba derivado de WinCVS y CVSNT.  La primera publicación fue el 4 de agosto del año 2000.